# عنق عظم الكتف
عنق عظم الكتف (بالإنجليزية: Neck of scapula)‏ أو عنق لوح الكتف ، هي الجزء الضيق الذي يحيط بالزاوية الوحشية للكتف (أو رأس الكتف).

## العنق التشريحية والعنق الجراحية
كسور الكتف التي تنطوي على عنق عظم الكتف تكون على نمطين:
1. أحد أنماط الكسر أن يكون من خلال العنق التشريحية للكتف (انظر الشكل أدناه) ، وهذا النوع من الكسور نادر الحدوث.
2. النمط الآخر من الكسر هو من خلال العنق الجراحية للكتف (انظر الشكل أدناه) ، ويمر على الجانب الإنسي للناتئ الغرابي.

النمط الثاني من الكسر: العنق الجراحية للكتف ، هو الكسر الأكثر شيوعا.

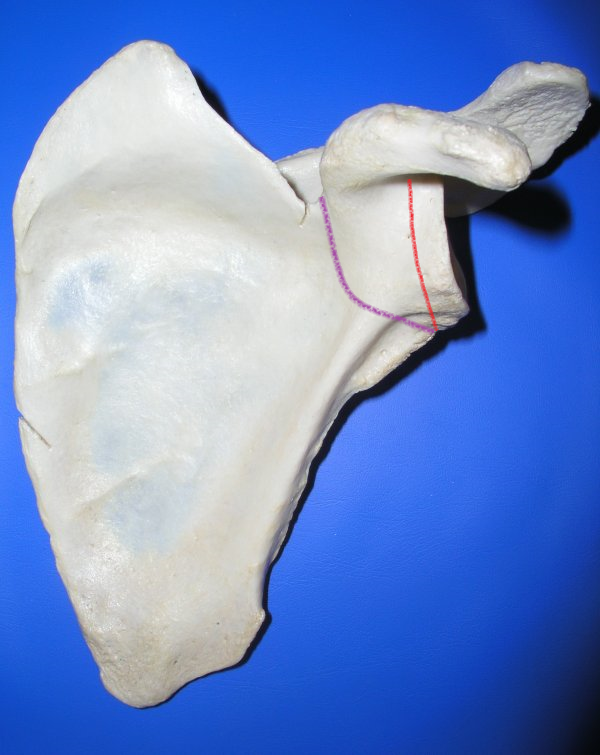
السطح الأمامي للوح الكتف الأيسر.  الأحمر:الرقبة التشريحية
  الأرجواني:الرقبة الجراحية

## صور إضافية

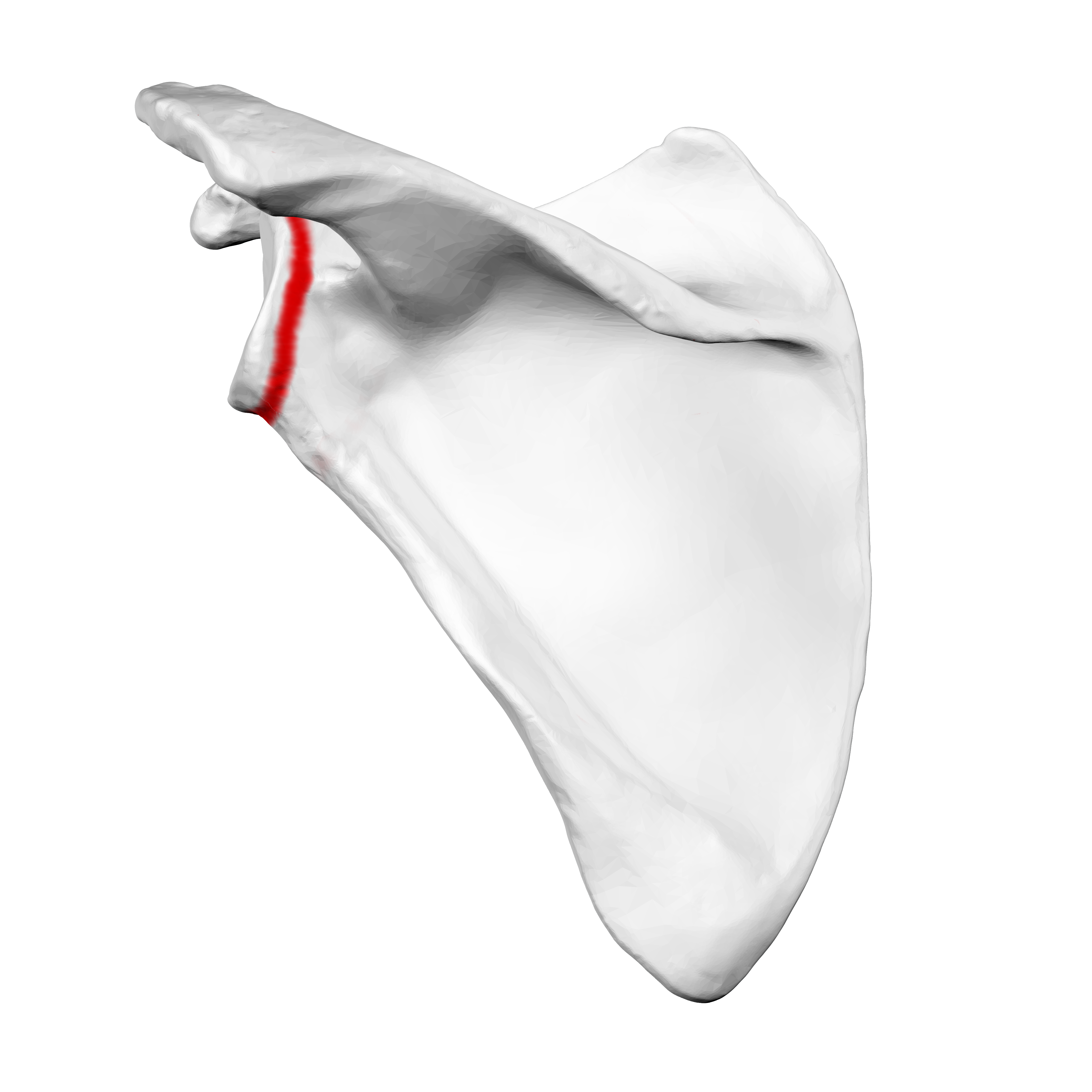
موضع تشريح رقبة الكتف الأيسر موضح باللون الأحمر.
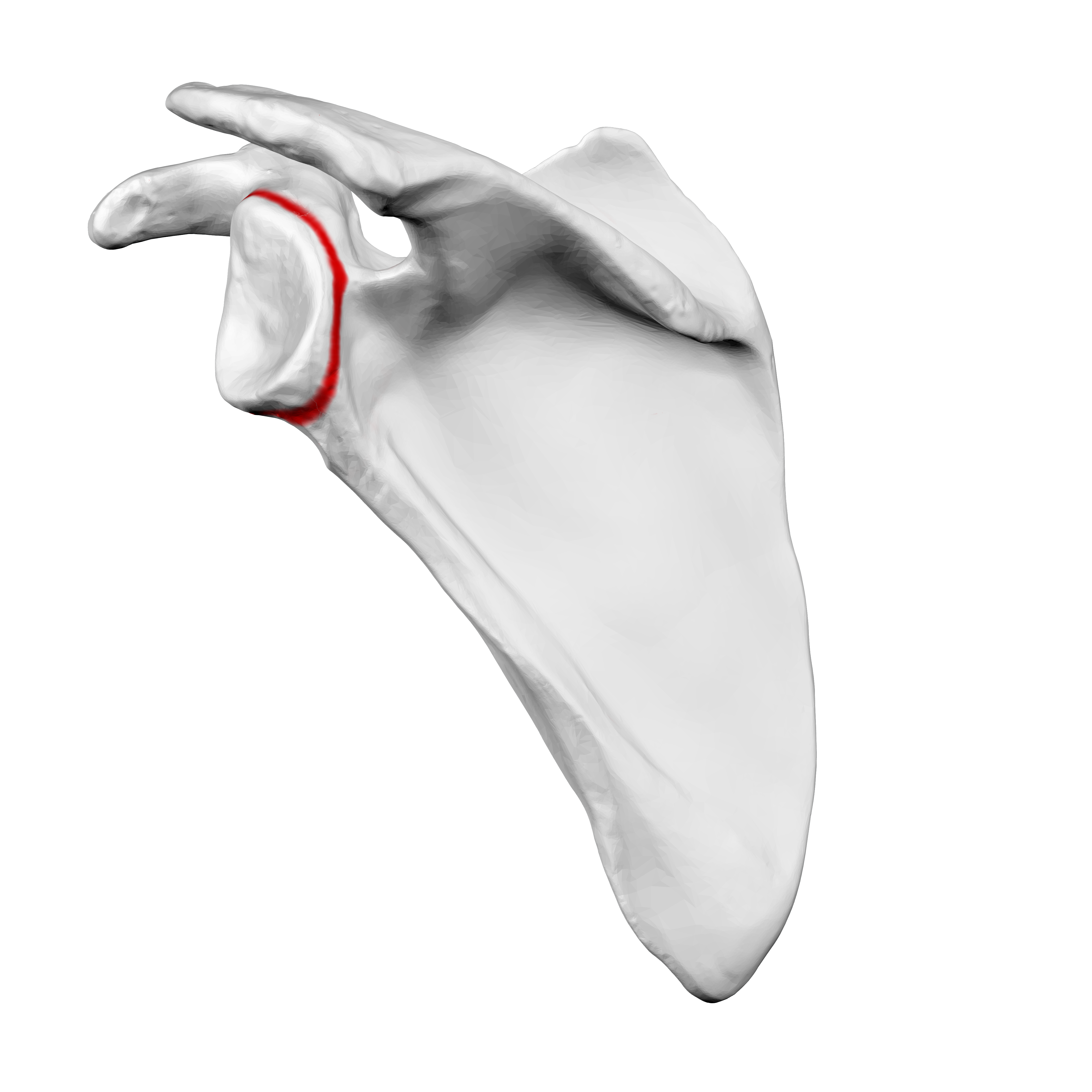
موضع تشريح رقبة الكتف الأيسر موضح باللون الأحمر.
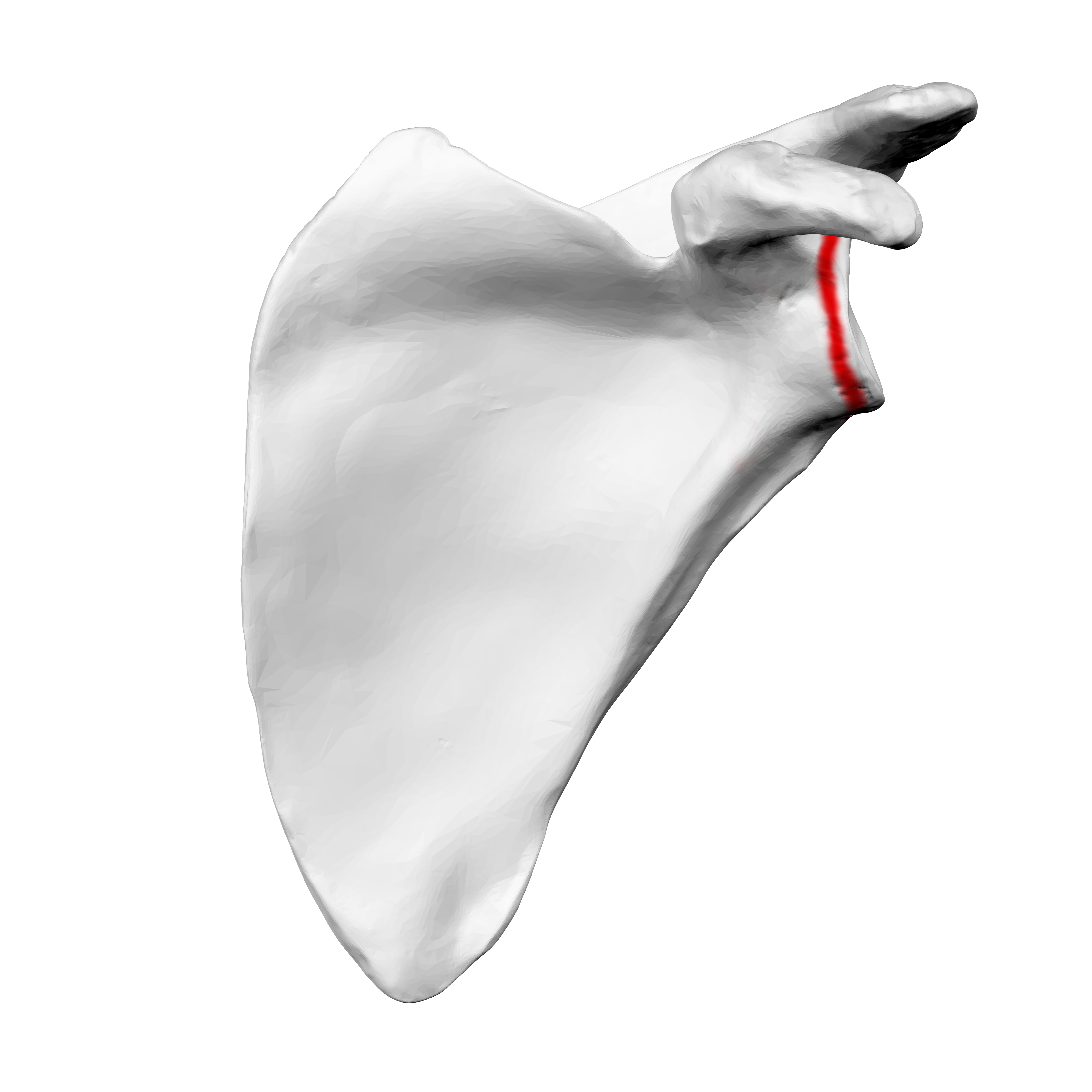
موضع تشريح رقبة الكتف الأيسر موضح باللون الأحمر.
لوح الكتف الأيسر . تشريح رقبة الكتف موضح باللون الأحمر.
موضع تشريح رقبة الكتف موضح باللون الأحمر.
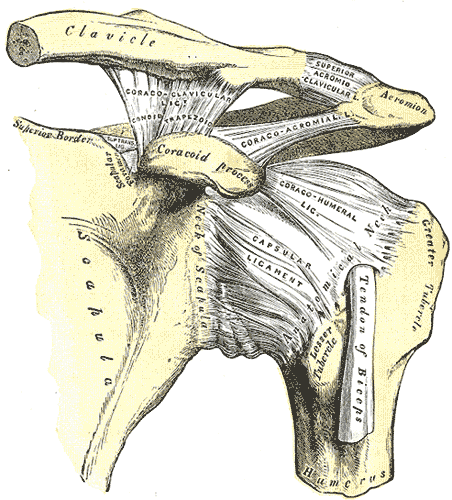
الكتف الأيسر. عرض أمامي. صورة توضح الرباط الغرابي العضدي و الأربطة الحقانية العضدية (المبينة في وسط الرسم على الأربطة البيضاء تحت اسم: Capsular ligament).
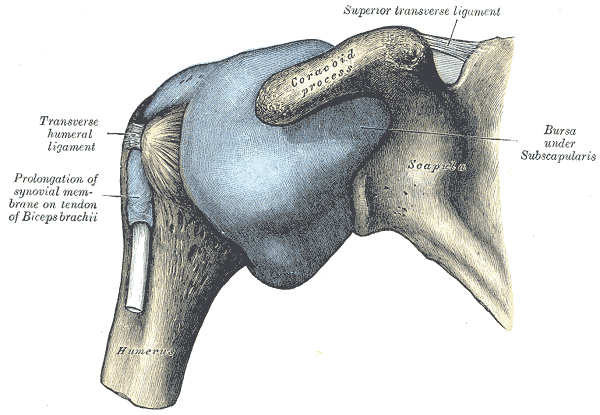
الكتف الأيمن. عرض أمامي. المحفظة المفصلية لعظم العضد.
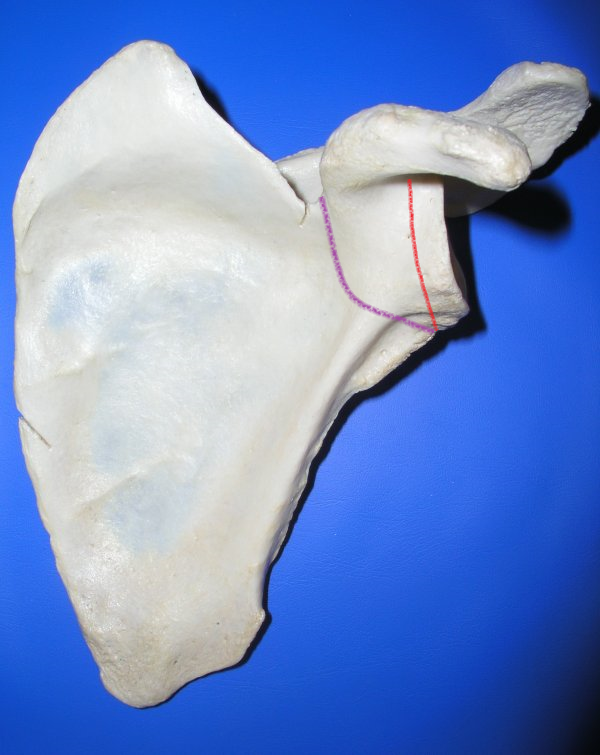
الخط الأحمر يبين الرقبة التشريحية لعظم الكتف ، و الخط الأرجواني يبين الرقبة الجراحية لعظم الكتف.